# Kráľová nad Váhom
Kráľová nad Váhom és un poble i municipi d'Eslovàquia que es troba a la regió de Nitra, al sud-oest del país. El 2022 tenia una població estimada de 1.842 habitants.

## Demografia
| Godina             | 1994 | 2004   | 2014   | 2024   |
| ------------------ | ---- | ------ | ------ | ------ |
| Nombre de persones | 1498 | 1574   | 1724   | 1857   |
| Diferència         |      | +5,07% | +9,52% | +7,71% |

| Godina             | 2023 | 2024   |
| ------------------ | ---- | ------ |
| Nombre de persones | 1863 | 1857   |
| Diferència         |      | −0,32% |